# Eupteryx melissae
Eupteryx melissae är en insektsart som beskrevs av Curtis 1837. Eupteryx melissae ingår i släktet Eupteryx och familjen dvärgstritar. Inga underarter finns listade i Catalogue of Life.

## Bildgalleri

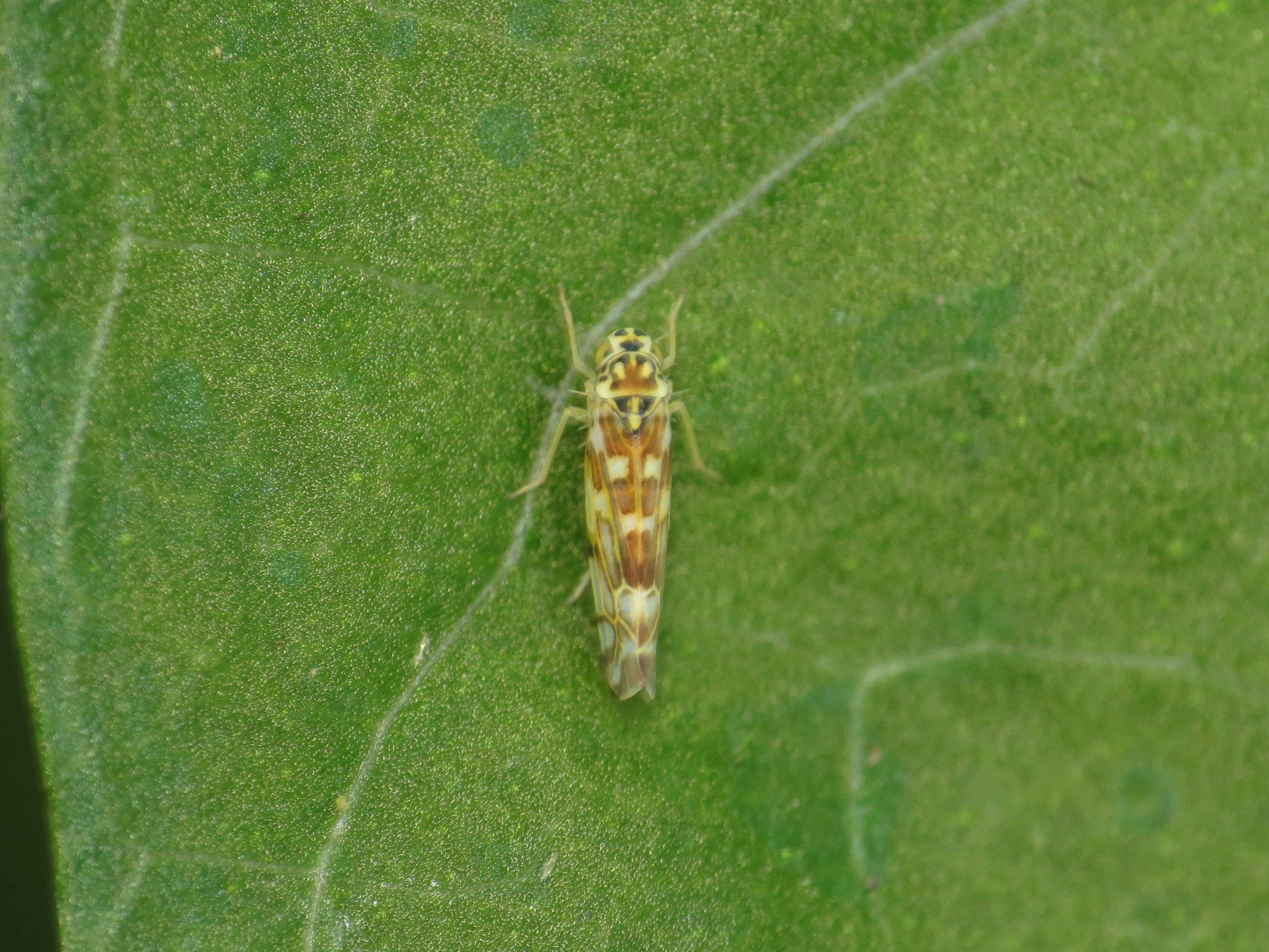
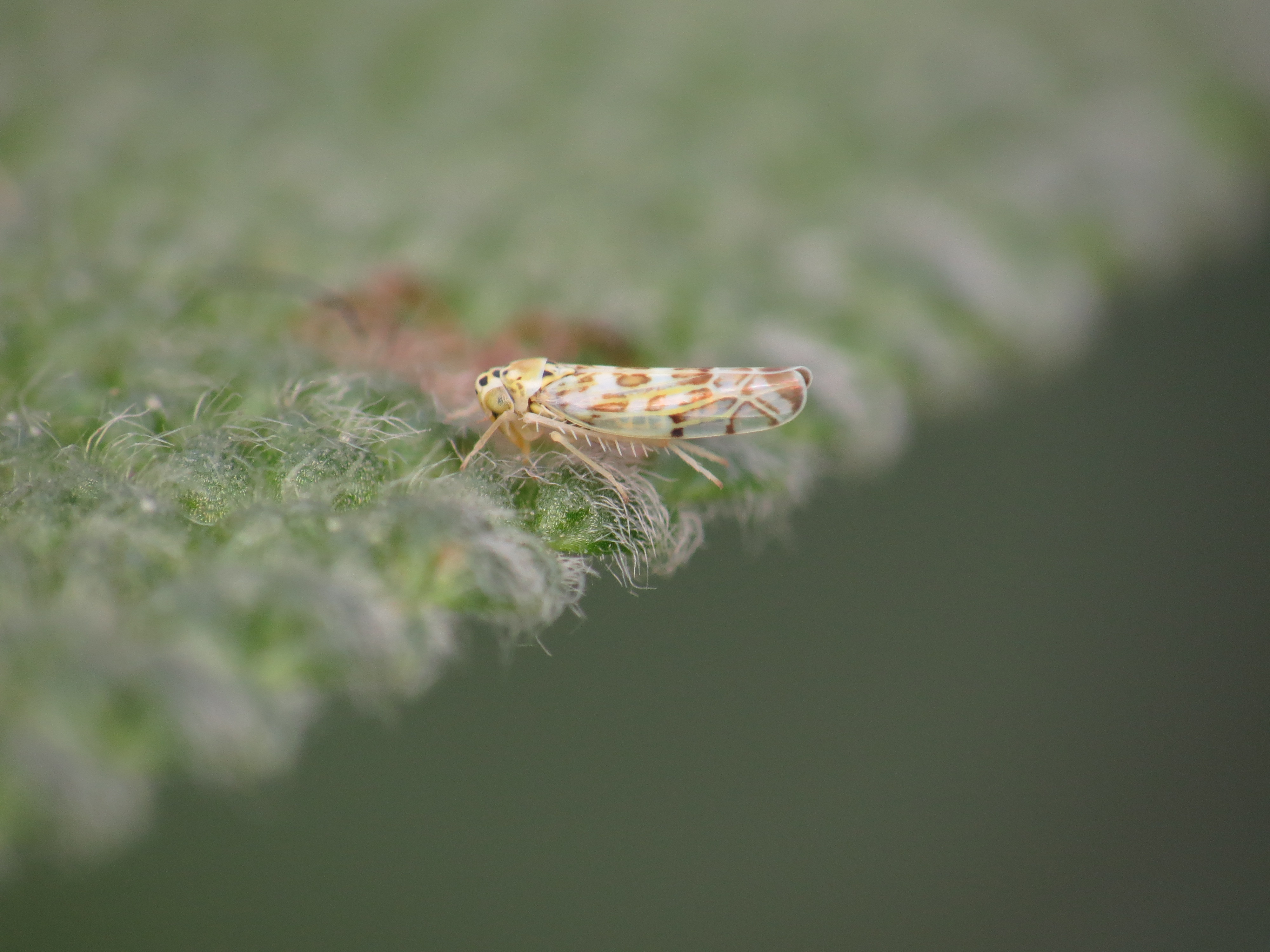
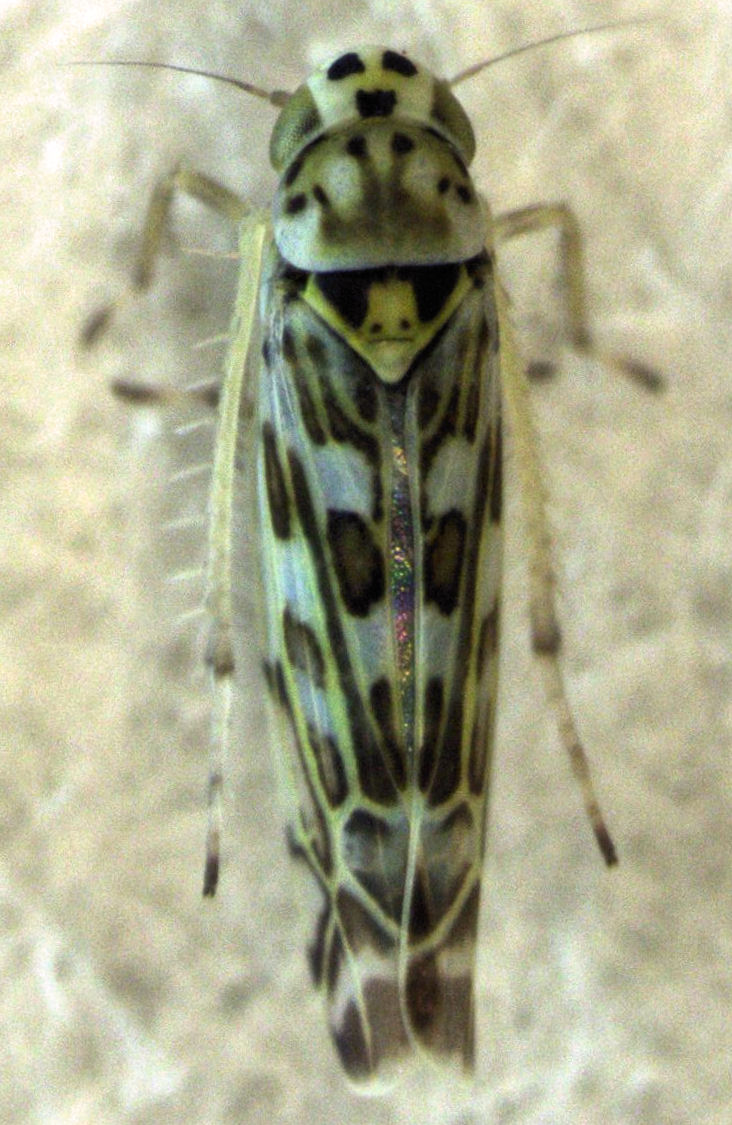